# Devil Soldier
Devil Soldier és el segon àlbum del grup de música heavy metal Loudness, publicat el 1982 per la discogràfica Columbia Records.

## Cançons
1. Lonely Player
2. Angel Dust
3. After Illusion
4. Girl
5. Hard Workin'
6. Loving Maid
7. Rock The Nation
8. Devil Soldier
9. Geraldine
10. Lonely Player (Live Version)

## Formació
- Minoru Niihara - veus
- Akira Takasaki - guitarra
- Masayoshi Yamashita - baix
- Munetaka Higuchi - bateria